# Herveiras
Herveiras is een gemeente in de Braziliaanse deelstaat Rio Grande do Sul. De gemeente telt 2.882 inwoners (schatting 2009).

## Aangrenzende gemeenten
De gemeente grenst aan Passa-Sete, Sinimbu en Vale do Sol.

## Verkeer en vervoer
De plaats ligt aan de wegen BR-153 en BR-471.